# Atolón Gnaviyani
El Atolón Gnaviyani, (Fua Mulaku en las cartas náuticas del Almirantazgo Británico), o Fuvammulah es el atolón más pequeño de las Maldivas, ubicado en el canal entre Huvadhu y Addu; está ubicado entre las latitudes 0° 15' S y 0° 20' S. Consiste en una sola isla, el cual es, no obstante, una de las grandes islas de las Maldivas. La tierra de la isla es muy fértil, es bien conocida por la agricultura y sus huertos, dando una fuente habitual de plátanos, mangos, piñas, naranjas y Colocasia esculenta a Malé.
La isla está dividida en ocho distritos llamados 
Dhadimagu, Dhiguvaandu, Dhoondigan, Funaad, Hoadhadu, Maadhadu, Maalegan y Miskimmagu.
El etnólogo español Xavier Romero Frías estuvo residiendo en esta isla durante más de doce años en el distrito de Funaad donde se encuentra la casa que construyó.